# Euselasia praecipua
Espèce
Euselasia praecipua est un insecte lépidoptère appartenant à la famille  des Riodinidae et au genre Euselasia.

## Dénomination
Euselasia praecipua a été décrit par Hans Ferdinand Emil Julius Stichel en 1924

## Description
Euselasia praecipua est un papillon au dessus, pour le mâle de couleur marron foncé à noire avec un reflet bleu entre n1 et n3 aux ailes antérieures et aux ailes postérieures entre n2 et n5, pour la femelle ocre foncé.
Le revers est de couleur marron pour le mâle, ocre beige pour la femelle, les ailes sont séparées en deux parties, la partie basale séparée par une fine ligne rouge vif à orange de la partie distale. Aux ailes postérieures la marge est arquée d'une seconde fine ligne rouge et entre ces deux lignes rouge, une ornementation submarginale est centrée par un très gros ocelle noir.

## Biologie
Elle n'est pas connue.

## Écologie et distribution
Euselasia praecipua est présent en Guyane et au Brésil,.

### Protection
Pas de statut de protection particulier.